# Delosperma basuticum
Delosperma basuticum es una especie de planta suculenta perteneciente a la familia de las aizoáceas. Es nativa de Sudáfrica.

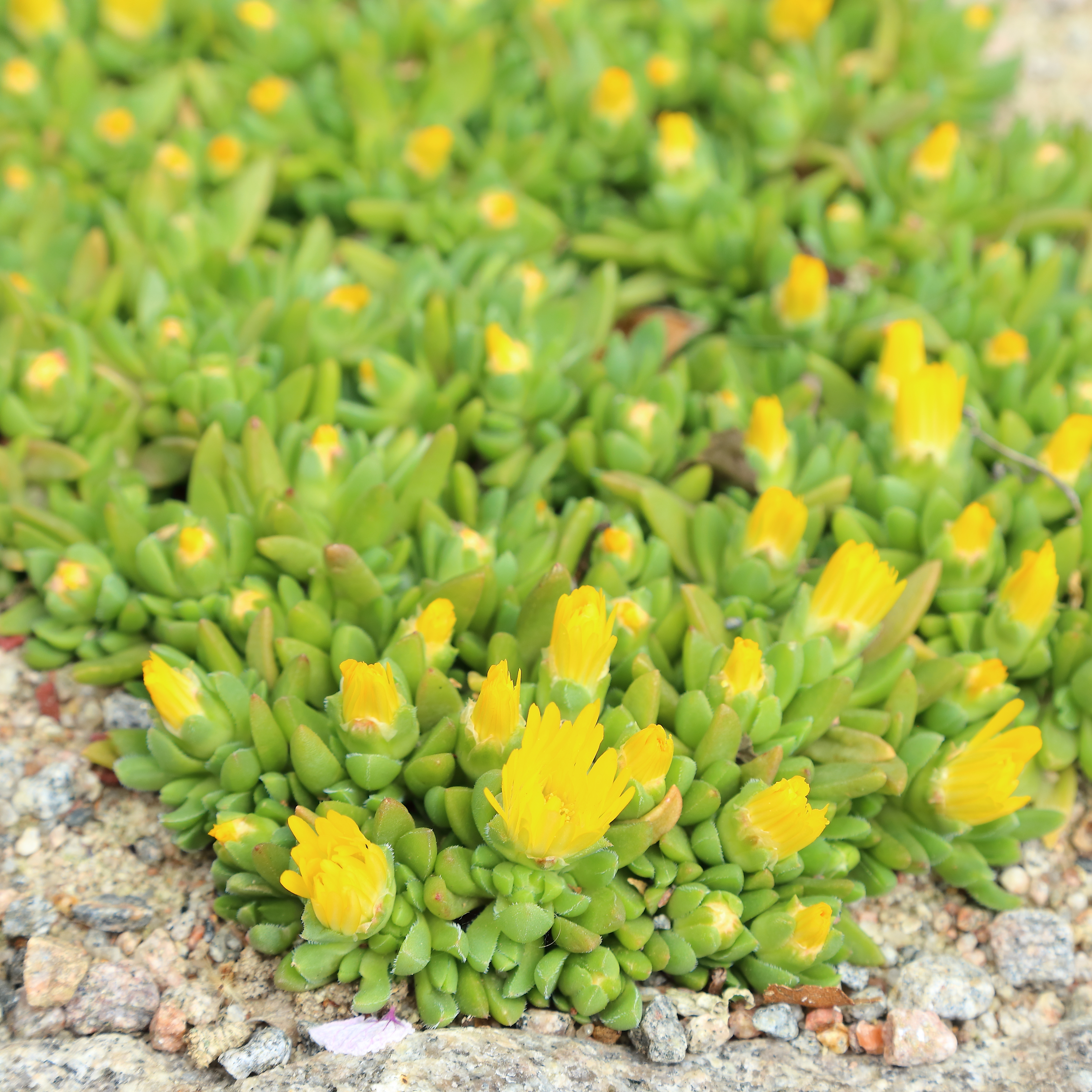
Vista de la planta

## Descripción
Es una pequeña planta suculenta perennifolia que alcanza un tamaño de 6 cm de altura a una altitud de 3000 - 3400 metros en Sudáfrica.

## Taxonomía
Delosperma basuticum fue descrita por Harriet Margaret Louisa Bolus y publicado en Notes Mesembryanthemum [H.M.L. Bolus] 3: 318. 1958
Etimología
Delosperma: nombre genérico que deriva de las palabras griegas: delos = "abierto" y sperma = "semilla"  donde hace referencia al hecho de que las semillas son visibles en las cápsulas abiertas.
basuticum: epíteto